# Armata celor 12 maimuțe
Armata celor 12 maimuțe (titlu original Twelve Monkeys / 12 Monkeys) este un film științifico-fantastic din 1995 regizat de Terry Gilliam după un scenariu de David și Janet Peoples. Filmul este inspirat de un film scurt realizat de Chris Marker în 1962, La jetée. În Armata celor 12 maimuțe interpretează actorii Bruce Willis, Madeleine Stowe, Brad Pitt și Christopher Plummer.

## Prezentare
Într-o lume din viitor devastată de boli, un condamnat este trimis înapoi în timp pentru a aduna informații despre omul care a produs virusul ce a omorât majoritatea populației umane de pe planetă.

## Distribuția
- Bruce Willis este James Cole
- Madeleine Stowe este Kathryn Railly
- Brad Pitt este Jeffrey Goines
- Christopher Plummer este Dr. Goines
- Jon Seda este Jose
- Christopher Meloni este Lt. Halperin
- David Morse este Dr. Peters
- Frank Gorshin este Dr. Fletcher
- Vernon Campbell este Tiny
- Lisa Gay Hamilton este Teddy
- Bob Adrian este un Geolog
- Simon Jones un Zoolog
- Carol Florence este un Astrofizician/Jones
- Bill Raymond este un Microbiolog
- Thomas Roy este Predicatorul de pe stradă

## Vezi și
- Listă de filme referitoare la Crăciun